# Konsultativt statsråd
Konsultativt statsråd, minister utan portfölj, är en minister som inte är chef för ett departement.

## Sverige
Konsultativt statsråd kallades fram till 1974 års regeringsform ett statsråd som inte var chef för något departement. Av de konsultativa statsråden förväntades större juridisk och byråkratisk expertis; minst två skulle vara utbildade jurister och kallades därför vardagligt för juristkonsulter. Praxis blev att ärenden innan de nådde konseljen skulle beredas antingen genom en allmän beredning eller genom en föredragning för departementschefen och två konsultativa statsråd. Detta kallades en statsrådsberedning och skiljer sig från den nuvarande organisatoriska betydelsen av begreppet Statsrådsberedningen. De konsultativa statsrådens expertis fick särskild betydelse efter parlamentarismens genombrott i Sverige vid tiden kring första världskriget. 
Från 1809 års regeringsform bestod regeringen av justitiestatsminister, utrikesstatsminister, hovkansler, samt ytterligare sex medlemmar som benämndes statsråd.
Från införandet av departement år 1840 blev fem statsråd föredragande departementschefer. Posten som hovkansler avskaffades (den siste hovkanslern, Albrecht Elof Ihre, blev i stället Sveriges förste ecklesiastikminister och kort därefter i stället utrikesstatsminister). Regeringen skulle innehålla ytterligare tre statsråd utan eget departement. Benämningen konsultativt statsråd kom att användas för dessa. Efter hand ökade antalet departement och departementschefer, men antalet konsultativa statsråd förblev tre. Ofta var statsministern ett av dessa i de fall statsministern inte var departementschef.
I och med 1974 års regeringsform avskaffades begreppet konsultativt statsråd. Nu likställs i stället alla statsråd utom statsministern.

## Estland
Estlands premiärminister har rätt till att utse ministrar utan departement till regeringen, men det totala antalet ministrar är begränsat till 15 stycken.

## Tyskland
I Tyskland benämns en federal minister utan departement Bundesminister für besondere Aufgaben, Förbundsminister för särskilda uppgifter.  Enligt etablerad praxis brukar chefen för Bundeskanzleramt, förbundskanslerämbetet, även nomineras av förbundskanslern som minister utan portfölj i regeringen. I samband med Tysklands återförening i oktober 1990 kom flera medlemmar av Östtysklands sista regering att även utses till ministrar utan portfölj i Tysklands förbundsregering.